# Riaville
Riaville är en kommun i departementet Meuse i regionen Grand Est (tidigare regionen Lorraine) i nordöstra Frankrike. Kommunen ligger i kantonen Fresnes-en-Woëvre som tillhör arrondissementet Verdun. År 2022 hade Riaville 50 invånare.

## Befolkningsutveckling
Antalet invånare i kommunen Riaville
| Referens: INSEE |